# Pappias (Empire byzantin)
Pour les articles homonymes, voir Pappias.
Le pappias (en grec : παπίας) est un dignitaire eunuque au sein de la cour byzantine, responsable de la sécurité et de l'entretien des bâtiments des palais impériaux de Constantinople. Il dirige un grand service et a un rôle important lors des cérémonies du palais. Sous les Paléologues, le titre honorifique de megas pappias (« grand pappias ») est créé et décerné à des aristocrates importants.

## Histoire et rôle
Le terme est étymologiquement lié à celui de πάππος ou παπᾶς (« père » ou « prêtre »). Il est mentionné pour la première fois sur un sceau daté des environs des années 550-650 et ensuite dans la Chronique de Théophane le Confesseur pour l'année 780. Il existe alors trois pappiai (pluriel de pappias) qui sont tous des eunuques : un pour le Grand Palais (παπίας τοῦ μεγάλου παλατίου, papias tou megalou palatiou) et deux autres pour les annexes du palais : la Magnaure et le palais de Daphnè (παπίας τῆς Μαγναῦρας et παπίας τῆς Δάφνης). Ce dernier est créé par l'empereur Michel III tandis que celui de la Magnaure est attesté dans le Kletorologion de Philothée de 899,,. Le pappias du Grand Palais est un poste très important. Son détenteur est souvent cité sous le nom de « grand pappias » (en grec : μέγας παπίας, megas papias) et possède habituellement le rang de protospathaire. Il est en quelque sorte le concierge du palais et le responsable de sa sécurité. Il détient les clés des portes du palais (et de sa prison) et les ouvre chaque matin avec le megas hetaireiarches. De ce fait, il contrôle l'ensemble des accès aux quartiers impériaux et est un élément important dans les conspirations contre la vie de l'empereur byzantin, comme le démontrent les usurpations de Michel II en 820 et de Basile Ier en 867,. Il est possible qu'à l'origine, les deux autres pappiai soient subordonnés au pappias du Grand Palais,.
Comme tous les autres fonctionnaires importants du palais, le pappias du Grand Palais remplit aussi des fonctions cérémonielles. En plus de l'ouverture traditionnelle des portes du palais, il met fin par exemple aux audiences impériales quotidiennes en secouant les clés, le symbole de son poste. Lors des cérémonies de promotion de dignitaires, il met de l'encens au sein de la grande salle d'audience du Chrysotriklinos et sur l'empereur. Enfin, le 1er août, il transporte une croix lors d'une procession à travers les rues de la capitale, rend visite aux plus riches citoyens et reçoit des dons,.
À la fin du XIIe siècle, la fonction de pappias est probablement ouverte aux non-eunuques. De nouveaux pappiai pour la Chalkè et le palais des Blachernes sont attestés au XIIe siècle. Sous les Paléologues, le megas pappias devient une dignité spécifique décernée aux membres importants de l'aristocratie. Au XIIIe siècle, il est probablement toujours existant mais devient un titre purement honorifique au XIVe siècle,. À la moitié de ce siècle, le Livre des offices du pseudo-Kodinos indique que le titre occupe la 22e position dans la hiérarchie impériale byzantine. Ses insignia un dikanikion (bâton de fonction) aux anneaux alternés d'or et d'or rouge, une coiffe skiadion brodée de type klapoton, une autre coiffe skaranikon de soie blanche et dorée tressée d'or et des portraits de l'empereur à l'avant et à l'arrière, et un kabbadion (tunique) de soie.

## Subalternes
Le pappias est à la tête d'un personnel important chargé de nettoyer, éclairer et plus généralement de la maintenance de chaque palais. Le pappias est aidé par son adjoint, le deuteros (δεύτερος, « le second ») qui est plus spécifiquement chargé de la garde des fournitures impériales et des insignes,. Les subordonnés du pappias sont les suivants : 
- les diaitarioi (διαιτάριοι [τοῦ μεγάλου παλατίου], dirigés par un domestique ou δομέστικος [τοῦ μεγάλου παλατίου]). Ce sont des chambellans responsables des différentes chambres (diaitai) de chaque palais. Ils sont aussi connus sous le nom d’hebdomadarioi (ἑβδομαδάριοι), travaillant apparemment en alternance hebdomadaire[3],[15],[16]. En outre, des diaitairioi sont aussi attestés au Xe siècle dans d'autres bâtiments du complexe du Grand Palais : les palais de Daphnè et de la Magnaure, les salles du Consistoire, de l’Ostiarikon, du Stratorikon, le Triclinos des 19 lits et les chapelles palatines de Saint-Étienne et de la Théotokos[8] ;
- parmi les servants de rangs moins élevés se trouvent les loustai (λουσταί) responsables des bains, les kandelaptai (κανδηλάπται, « allumeurs de chandelles ») responsables de l'éclairage, les kamenades (καμηνάδες) ou kaldarioi (καλδάριοι) responsables du chauffage, et les horologoi (ὡρολόγοι) responsables des horloges. Les fonctions d'une autre catégorie, celle des zarabai (ζαράβαι) sont floues[1],[5],[17].

Nicolas Oikonomidès ajoute par ailleurs le minsourator (μινσουράτωρ), responsable de la tente de campagne de l'empereur. Des équivalents ont dû exister pour les pappiai de la Magnaure et du palais de Daphnè.